# Walla Walla River
Der Walla Walla River ist ein linker Nebenfluss des Columbia River im Nordwesten der Vereinigten Staaten. Seine beiden Quellflüsse North Fork und South Fork Walla Walla River entspringen in den Blue Mountains im US-Bundesstaat Oregon, um sich bei Milton-Freewater in Oregon zu vereinigen. Der Fluss durchfließt das Umatilla County in Oregon sowie das Walla Walla County in Washington. Die Mündung in den Columbia River liegt vor dem Wallula Gap im Südosten Washingtons. Hier ist der Columbia River zum Lake Wallula aufgestaut.

## Geschichte

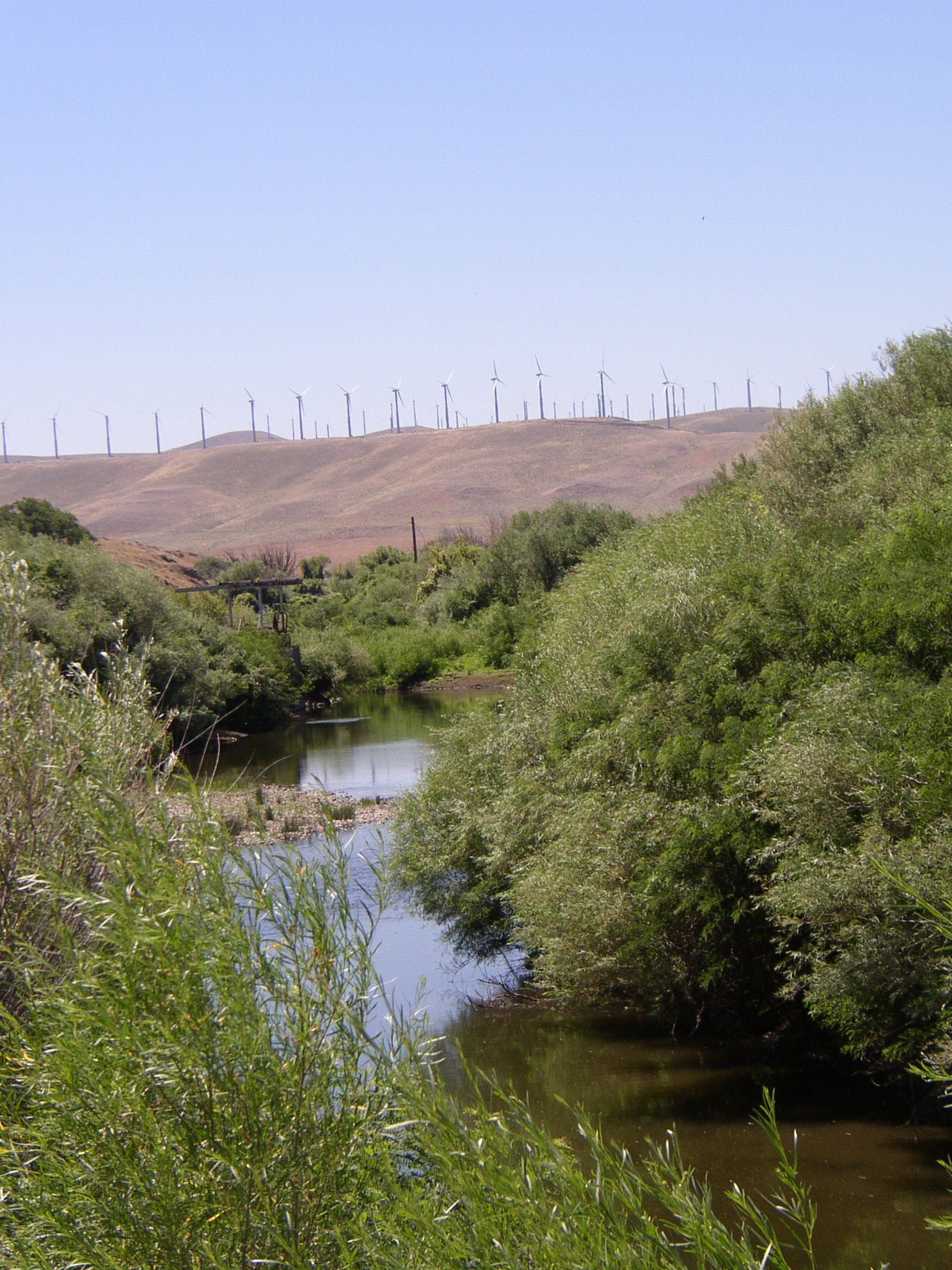
Windpark oberhalb des Walla Walla Rivers

Der Walla Walla River liegt im ursprünglichen Gebiet des Volks der Walla Walla.
Die Lewis-und-Clark-Expedition (1804–1806) war die erste Überlandexpedition der Vereinigten Staaten zur Pazifikküste und zurück. Auf dem Rückweg hielt sie an der Mündung des Walla Walla River und blieb eine Zeit lang beim Stamm der Walla Walla, um dann zum Snake River weiter zu reisen. Der britische Entdecker David Thompson war der erste Europäer, der 1811 den gesamten Columbia River bis zum Pazifischen Ozean befahren hat.
Fort Nez Percé, später bekannt als Fort Walla Walla, war ein befestigter Pelzhandelsposten am Columbia River auf dem Gebiet des heutigen Wallula, Washington. Es war von 1818 bis 1857 am Ostufer des Columbia River, unmittelbar nördlich der Mündung des Walla Walla River, in Betrieb.
Die Whitman Mission wurde 1836 gegründet. Sie liegt in der Nähe des Flussufers westlich der heutigen Stadt Walla Walla.